# Asa Gray
Asa Gray, född den 18 november 1810 i Oneida County, New York, död den 30 januari 1888 i Cambridge, Massachusetts, var en amerikansk botaniker som ofta anses vara den viktigaste amerikanske botanikern under 1800-talet och ibland kallas för "den amerikanska botanikens fader".

## Levnad

### Unga år och studier
Asa Gray föddes i byn ("hamlet") Sanquoit ungefär 10 km söder om Utica, som det äldsta av sedermera åtta barn till paret Moses Gray (f. 1786) och Roxana Howard Gray (f. 1789), men strax efter Asas födelse flyttade familjen till Paris Furnace (senare omdöpt till Clayville) där fadern satte upp ett litet färgeri (han köpte 1823 en farm för förtjänsten från färgeriet). Asa började tidigt i skolan och kunde läsa vid tre års ålder. När han var ungefär tolv år gammal skickades han till Clinton Grammar School en och en halv mil hemifrån där han studerade klassiska språk och matematik. 1825 började han vid Fairfield Academy i Herkimer County öster om Utica, men han bytte redan hösten 1826 till Fairfield Medical College, varifrån han utexaminerades som M.D. vid tjugo års ålder den 25 januari 1831 med en avhandling om gastrit. Under ledigheterna från Fairfield bodde han i Bridgewater i sydänden av Oneida County, där han studerade för doktor John Foote Trowbridge. Han blev dock aldrig en praktiserande läkare i egentlig mening, utan fick 1832 anställning som lärare i kemi, geologi, mineralogi och botanik vid Bartlett's High School i Utica.

### Den unge botanikern

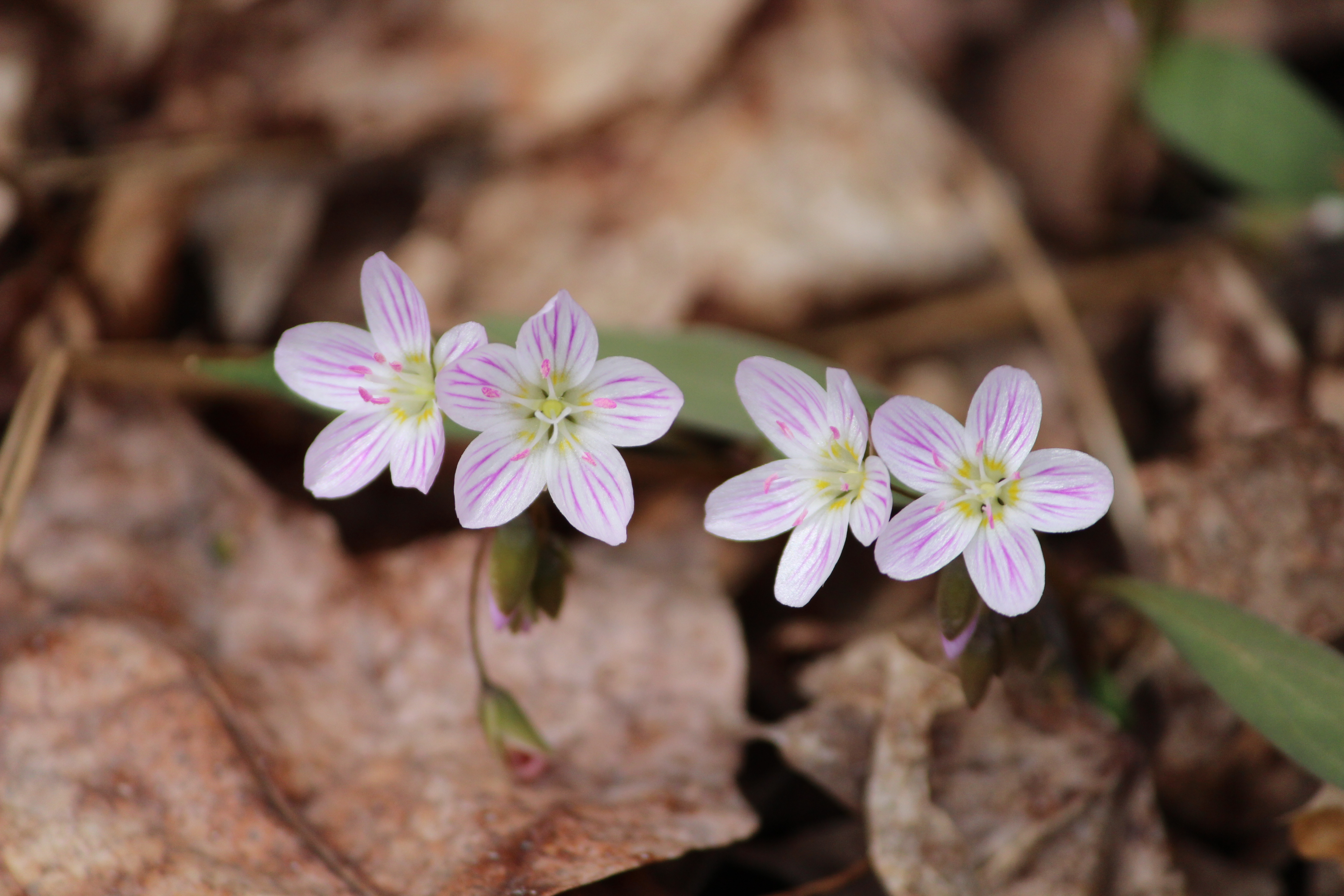
Claytonia caroliniana

Gray blev först intresserad av naturvetenskap, och då av mineralogi, när han studerade för James Hadley, professor i "materia medica" och kemi vid Fairfield Medical College. Botanikintresset vaknade då han 1827 läste den 349 sidor långa artikeln i Brewsters Edinburgh Encyclopaedia och därför köpte Amos Eatons Manual of Botany. Våren därpå bestämde han sin första växt, en Claytonia caroliniana - den fanns dock inte med i Eatons flora, så den blev felbestämd till Claytonia virginica - och därefter bestämde han alla växter han kunde komma över och började att samla till ett eget herbarium. När han kom tillbaka till Fairfield på hösten för sina studier kontaktade han Hadley, som hade ett herbarium, vilket Gray studerade intensivt. På Hadleys inrådan började Gray brevväxla med botanikprofessorn vid Rensselaer School, Lewis Caleb Beck, som var den främste regionale (han bodde i Albany) botanikern och som höll sommarkurser i botanik vid Fairfield. Sommaren 1830 skickades han till New York av Dr. Trowbridge (på vägen besökte han Beck i Albany) och han uppsökte John Torreys bostad med ett rekommendationsbrev från Hadley. Torrey var dock i Massachusetts över sommaren, så Gray lämnade ett paket med växter som han ville ha hjälp att bestämma. Till vintern svarade Torrey och det blev början på en vänskap och ett samarbete som varade till Torreys död 1873.
1831 upphörde Beck med sina sommarkurser och Hadley erbjöd Gray att hålla dem i Becks ställe och för de 40 dollar han fick i arvode åkte han till Niagarafallen, Seneca County och Ithaca. Nästa sommarledighet, 1832, företog han en ny resa, under vilken han samlade växter, fossil och mineral och under vilken han för första gången träffade Torrey (och även mötte den amerikanske mykologipionjären Lewis David von Schweinitz). 1833 accepterade Gray en inbjudan från Torrey om att bli dennes assistent vid College of Physicians and Surgeons, men anställningen upphörde året därpå eftersom skolans pengar sinade.

### Professorn
Gray blev professor i botanik vid University of Michigan 1838 och vid Harvard University 1842. Han ägnade sig särskilt åt Nordamerikas flora och åt de korgblommiga växternas systematik, på vilket område han var sin tids främste auktoritet. Gray utgav, förutom större handböcker i botanik, Synoptical flora of North America (1878-86), som senare avslutades av Sereno Watson. Det av Gray hopbragta herbariet skänktes till Harvard 1864 och Gray Herbarium blev grundstenen för ett av de största herbarierna i världen. Gray var ledamot av Kungliga Vetenskapsakademien från 1859. 
Auktorsnamnet A.Gray kan användas för Asa Gray i samband med ett vetenskapligt namn inom botaniken; se Wikipediaartiklar som länkar till auktorsnamnet.

## Verk
För en bibliografi se Sereno Watson & George Lincoln Goodale, 1889, List of the Writings of Dr. Asa Gray Chronologically Arranged with an Index, Appendix to Vol. XXXVI, American Journal of Science.

### Botanik
- A catalogue of the indigenous flowering and filicoid plants growing within 20 miles of Bridgewater, (Oneida co.) New York (1833), 46th Annual Report of the Regents of the University of the State of New York, Albany. Sid. 57-65.
- North American Gramineae and Cyperaceae, del 1 (1834), del 2 (1835), J. Post, New York.[16]
- A Monograph of the North American species of Rhynchospora (1834), även reviderad som appendix till John Torrey, Monograph of the North American Cyperaceae (1836), George P. Scott & Co., New York.[17]
- Elements of Botany (1836), G. & C. Carvill, New York.
- A Natural System of Botany (1837), American Book Company.
- A flora of North-America, med John Torrey, vol. 1 (1838-1840), vol. 2 (1841-1843), Wiley & Putnam, New York.
- The Botanical-Text-book (1842) Wiley & Putnam, New York. Tredje upplagan (1850), George P. Putnam, New York.
- A Manual of the Botany of the Northern United States, med mossor och levermossor av William Starling Sullivant (1848). James Munroe & Co, Boston & Cambridge. 
  - Andra upplagan (1856), George P Putnam & Co. New York, (Charles Darwins exemplar, Darwins anteckningar).
  - Tredje upplagan (1859), Ivison & Phinney, New York. Skolupplaga utan mossor och levermossor.
  - Fjärde upplagan (1863), Ivison, Phinney, Blakeman & Co. New York. Skolupplaga (1866).
  - Femte upplagan (1867), andra tryckningen med fyra sidor addenda (1868). Ivison, Phinney, Blakeman & Co. New York.
  - Sjätte upplagan (1889), reviderad och utökad av Sereno Watson och John Merle Coulter. Ivison, Blakeman & Co. New York.
  - Sjunde upplagan: Gray's New Manual of Botany, redigerad och reviderad av Benjamin Lincoln Robinson och Merritt Lyndon Fernald, (1908), American Book Company, New York.
  - Åttonde upplagan, Gray's New Manual of Botany, Merritt Lyndon Fernald (1950). American Book Company, New York.
- Genera floræ Americæ Boreali-orientalis illustrata - The genera of the plants of the United States illustrated from nature, by Isaac Sprague (1849), George P. Putnam, New York.
- Plantae Wrightianae, Texano – Neo-Mexicanae: an account of a collection of plants made by Charles Wright, del I&II (1852–1853), Smithsonian Institution, Washington, D. C.
- First Lessons in Botany and Vegetable Physiology (1857), illustrationer av Isaac Sprague. Ivison & Phinney, New York.
- Botany for young people and common schools. How Plants Grow: A Simple Introduction to Structural Botany, with a Popular Flora (1858), American Book Company, New York.
- Diagnostic characters of new species of phanogamous plants, collected in Japan by Charles Wright, botanist of the TJ. S. North Pacific Exploring Expedition. With observations upon the relations of the Japanese Flora to that of North America, and of other parts of the Northern Temperate Zone (1859), i Memoirs of the American Academy of Arts and Science, new series, VI, sid. 377-452.
- Introduction to Structural and Systematic Botany and Vegetable Physiology (1862), Phinney & Co., New York.
- Gray's School and Field Book of Botany (1868), Ivison, Blakeman & Co., New York. Reviderad upplaga (1887), American Book Company, New York.
- Botany for young people: Part 2, How plants behave (1872), Ivison, Blakeman, Taylor & Co., New York.
- Synoptical Flora of North America (1878-1897)
  - Volym 1, del 1 (1895-1897), redigerad av Benjamin Lincoln Robinson. American Book Company, New York.
  - Volym 1, del 2 (1884), Ivison, Blakeman, Taylor & Co., New York.
  - Volym 2, del 1 (1878), Ivison, Blakeman, Taylor & Co., New York.
  - The Gamopetalae, reviderad upplaga av vol. 1 del 2 och vol 2 del 1 (1888), Smithsonian Institution, Washington, DC.
- Gray's Botanical Text-book (1879), American Book Company, New York. 
  - Volym 1: Structural Botany
  - Volym 2: Physiological Botany
- The Vegetation of the Rocky Mountain Region, and A Comparison With That of Other Parts of the World, med Joseph Dalton Hooker (1881), i Bulletin of the United States Geological and Geographical Survey of the Territories, vol 4, nr 1, sid. 1-77. United States Government Printing Office, Washington, DC.

### Evolutionsteori, naturvetenskap och religion
- Natural selection not inconsistent with natural theology. A Free Examination of Darwins Treatise on the Origin of Species and of its American Reviewers (1861), Thübner & Co., London.
- Darwiniana: Essays and Reviews Pertaining to Darwinism (1876), Appleton & Co, New York.
- Natural science and religion (1880), Charles Schribner's Sons, New York.